# K2-170
K2-170, EPIC 206008091 — одиночная звезда в созвездии Водолея на расстоянии приблизительно 1283 световых лет (около 393 парсек) от Солнца.
Вокруг звезды обращается, как минимум, две планеты.

## Характеристики
K2-170 — жёлтый карлик спектрального класса G. Масса — около 0,964 солнечной, радиус — около 1,08 солнечного, светимость — около 1,18 солнечной. Эффективная температура — около 5666 К.

## Планетная система
В 2018 году командой астрономов, работающих с фотометрическими данными в рамках проекта Kepler K2, было объявлено об открытии двух планет: K2-170 b и K2-170 c.